# Фред (ураган, 2009)
Ураган Фред (англ. Hurricane Fred) — седьмой по счёту тропический циклон в сезоне атлантических ураганов 2009 года и второй ураган сезона 2009 года.
В сезоне 2009 года Ураган Фред стал одним из наиболее близко расположенных к африканскому континенту циклонов. Образованный 7 сентября около островов Кабо-Верде из сильной тропической волны тёплого воздуха, циклон пережил умеренную серию сдвигов ветра и на следующий день сформировал хорошо организованный центр бури и чётко выраженную спираль вращения воздушных масс. 8 сентября циклон продолжал быстро набирать силу, достигнув ночью с 8 на 9 сентября статуса урагана третьей категории по шкале классификации ураганов Саффира — Симпсона и имея пиковые параметры постоянной скорости ветра в 195 км/ч и атмосферного давления в центре стихии в 718 миллиметров ртутного столба. Вскоре после достижения пика интенсивности сила урагана пошла на спад по мере развивающейся серии сдвигов ветров и вступлению урагана в зону сухого воздуха, мешавшего дальнейшему развитию его конвективной системы.
В течение 10 сентября Фред находился в статусе урагана второй категории и к самому концу суток перешёл в первую категорию, постоянная скорость ветра при этом снизилась до 150 км/ч. Дальнейшее ослабление урагана продолжалось и в течение следующих суток 11 сентября, в результате чего конвективная система урагана была практически полностью дезорганизована. В ночь на 12 сентября Фред перешёл в категорию тропического шторма по шкале классификации ураганов Саффира — Симпсона, потеряв почти всю конвективную систему вокруг своего прежнего центра вращения. В этот же день Национальный центр прогнозирования ураганов США в очередной метеосводке констатировал расформирование тропического шторма в обычную область низкого давления. До ослабления шторма в тропическую депрессию Фред прошёлся умеренными дождями по южным островам Кабо-Верде, не вызвав особых разрушений, паводков или оползней. Остатки циклона сохранялись на протяжении всей следующей недели, перемещаясь на запад-северо-запад через весь Атлантический океан, и окончательно рассеялись 19 сентября на подходе к акватории Карибского моря.

## Метеорологическая история

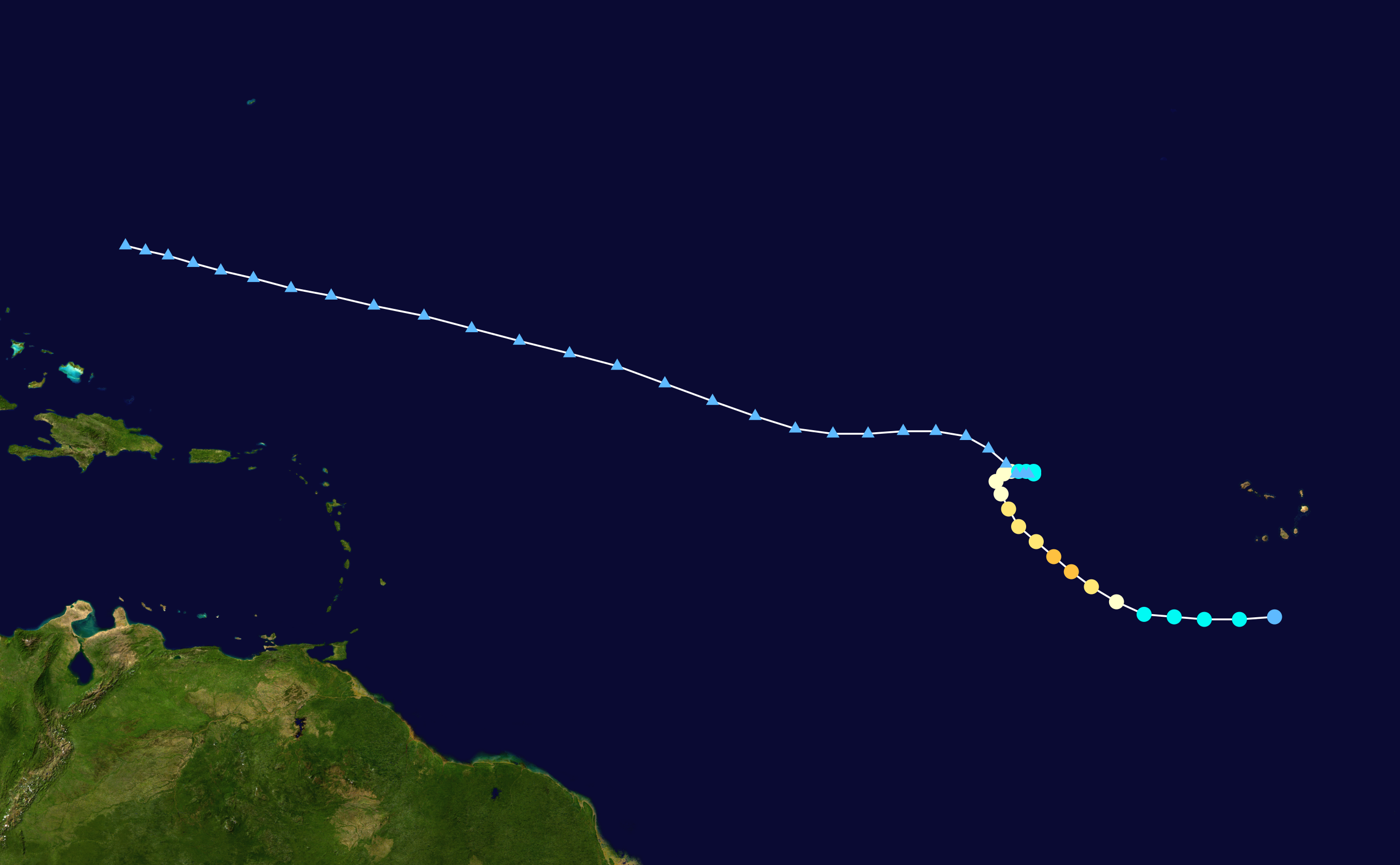
Траектория движения Урагана Фред

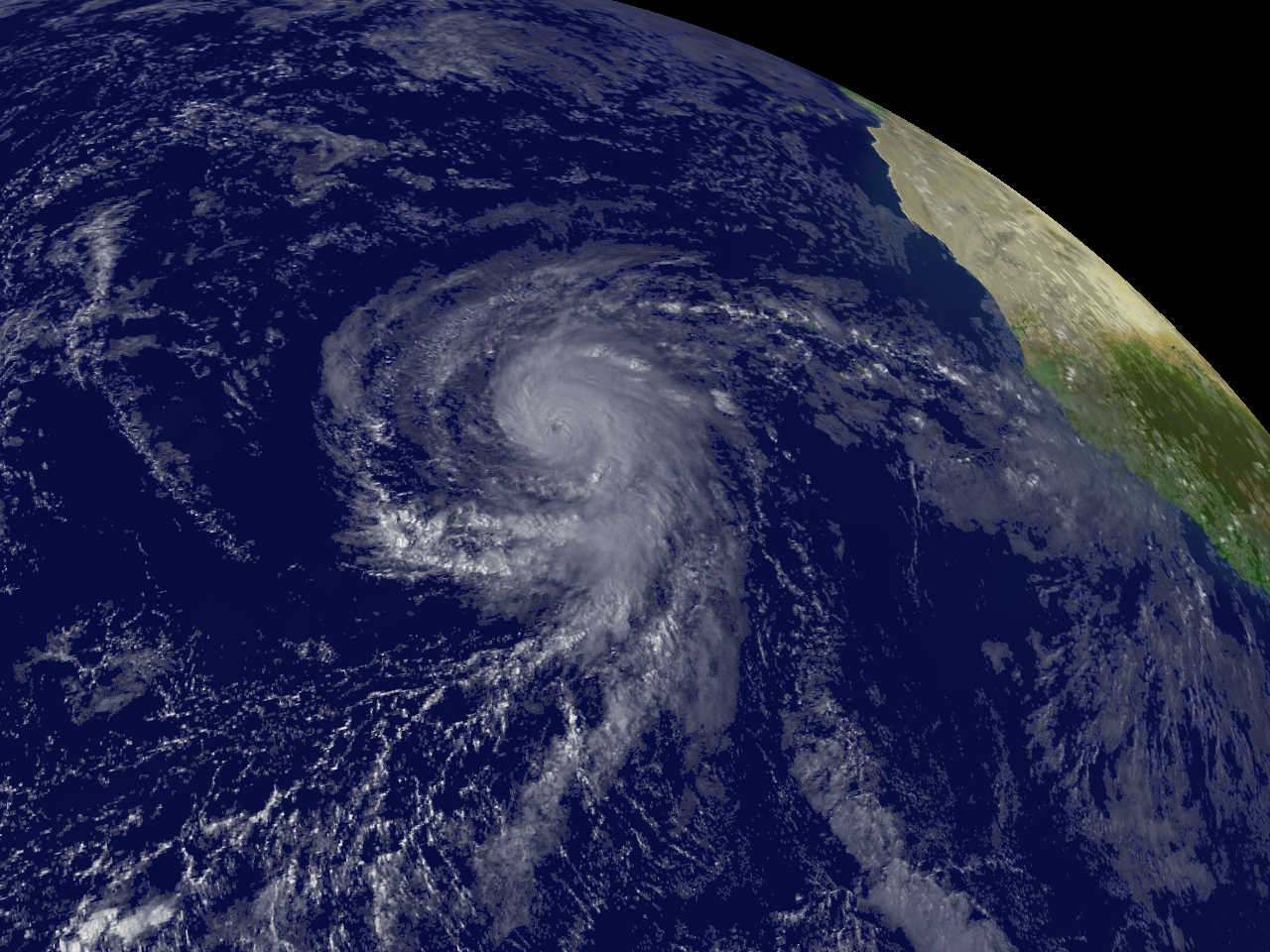
Результат компьютерного моделирования Урагана Фред 9 сентября 2009 года, показывающий близкое расположение урагана к западной границе Африки

6 сентября 2009 года от западного побережья Африки в западном направлении начала двигаться тропическая волна тёплого воздуха. Метеоусловия и синоптические параметры окружающей среды вполне благоприятствовали к образованию тропического циклона, что и произошло на следующий день к югу от островов Кабо-Верде. Поскольку циклон находился в самом начале своего развития, сильных дождей и порывистого ветра на островах в данный период зарегистрировано не было. К этому времени метеорологи Национального центра прогнозирования ураганов США (NHC) выпустили первую метеосводку о данном циклоне, содержавшую прогноз на дальнейшее усиление циклона до статуса тропической депрессии в течение ближайших 24 часов. При прохождении вблизи островов Кабо-Верде широкий фронт области низкого давления, следующий за тропической волной тёплого воздуха, усилился до уровня тропической депрессии по шкале классификации ураганов Саффира — Симпсона, ставшей седьмой по счёту в сезоне атлантических ураганов 2009 года. К этому времени циклон находился примерно в 260 километрах к югу от самого южного острова Кабо-Верде.
В метеосводке NHC синоптики отмечали некоторые проблемы в определении центра вращения тропической депрессии, а также констатировали перемещение центра циркуляции воздушных масс из низкого в среднее положение в атмосферном образовании. В этот же день депрессия изменила вектор своего движения на северо-запад, обходя южную границу области действия Азорского антициклона. Несколько часов спустя после первой метеосводки Национальный центр прогнозирования ураганов США повысил статус тропической депрессии до уровня тропического штора, присвоив ему следующее имя Фред в списке имён, назначенных для штормов сезона атлантических ураганов 2009 года. Конвективная система шторма продолжала усиливаться по периферии атмосферного образования, при этом практически над центром шторма возникла область сильной грозовой активности, сам центр вращения стал ярко выраженным с чётко обозначенными областями сильного оттока воздушных масс за границей самого шторма.

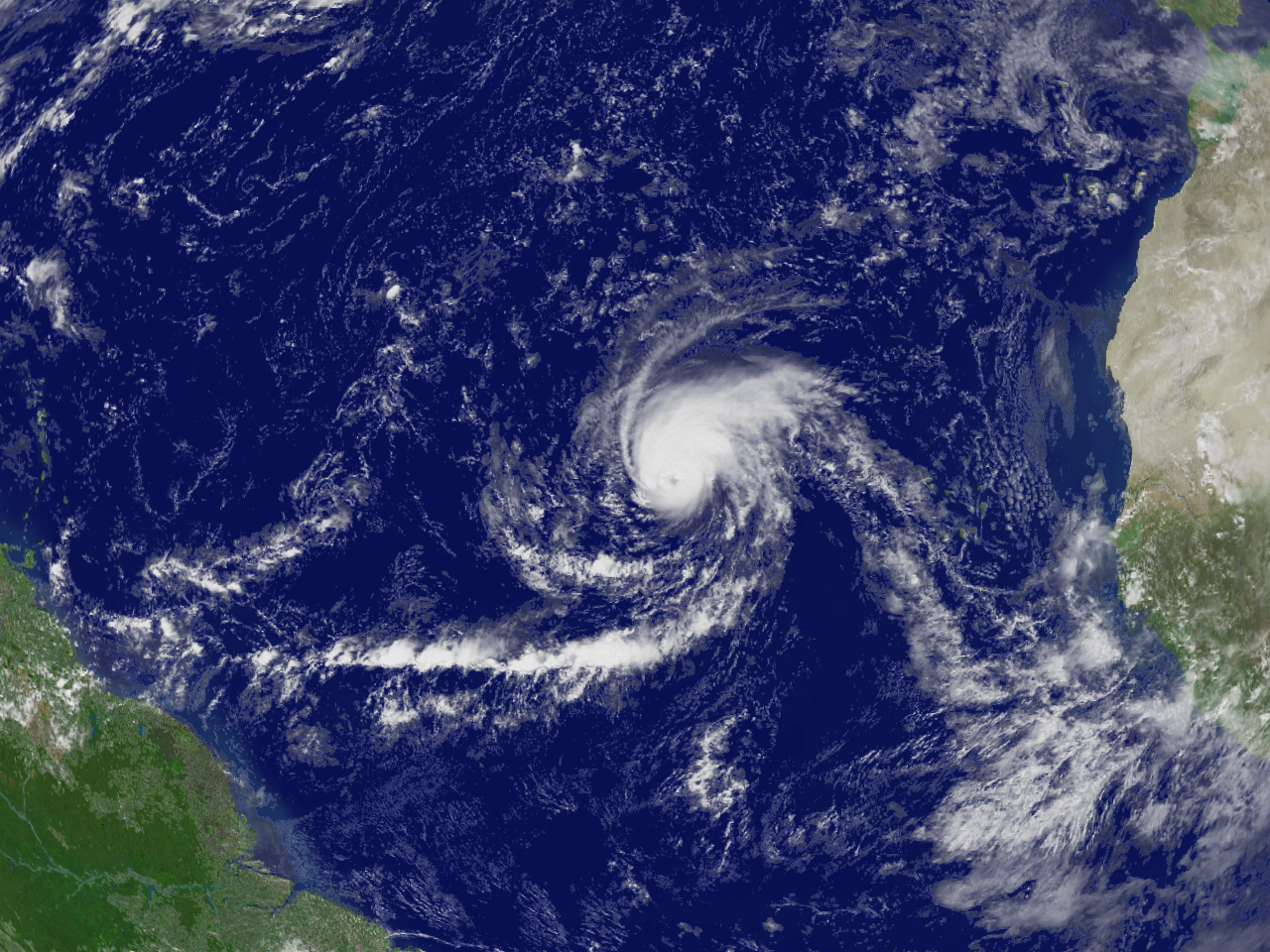
Ураган Фред перед своим ослаблением, 10 сентября 2009 года

Во второй половине дня 8 сентября в центре циркуляции шторма начал формироваться так называемый глаз бури, после чего тропический шторм усилился до урагана первой категории с постоянной скоростью ветра, составившей 120 км/ч. К утру следующих суток спутниковые снимки показали, что Ураган Фред за ночь претерпел некоторые изменения в своей конвективной системе и усилился до урагана второй категории, причинами столь быстрого усиления урагана стало формирование 19-километрового глаза бури, низкого сдвига ветра и высокой температуры морской поверхности. Усиление урагана продолжалось несколько часов, закончившись достижением атмосферной стихии третьей категории по шкале классификации ураганов Саффира — Симпсона при постоянной скорости ветра в 195 км/ч и атмосферном давлении в 958 миллибар (718,56 миллиметров ртутного столба). По данным параметрам Ураган Фред стал вторым сильнейшим тропическим циклоном во всём сезоне атлантических ураганов 2009 года.
Через несколько часов после достижения пика интенсивности ураган Фред стал ослабевать по мере того, как его глаз бури стал заполняться высокой облачностью. К этому времени ураган второй раз изменил своё направление на северо-запад, обходя область постоянного антициклона в Атлантическом океане. Снижению интенсивности урагана способствовали и увеличившиеся сдвиги ветра вкупе с сухим воздухом, вносившие серьёзный вклад в дезорганизацию конвективной системы в южной части атмосферного образования. Спираль урагана постепенно начала растягиваться в направлении северо-востока в ответ на возникавшие сдвиги ветра в его юго-западной части и к утру 10 сентября основной центр циркуляции воздушных масс разошёлся с основным центром низкого давления стихии. 11 сентября Национальный центр прогнозирования ураганов США в очередной раз понизил статус циклона до уровня тропического шторма, а 12 сентября постоянные сдвиги ветра и сухой воздушный фронт окончательно взяли верх над структурой циклона, развалив его конвективную систему и область спирального вращения. В течение суток 12 сентября тропический шторм выродился в тропическую депрессию и затем в обычную область низкого давления в соответствии с метеорологическими данными Национального центра прогнозирования ураганов США.
Несмотря на создавшиеся крайне неблагоприятные условия для образования и дальнейшего развития конвективных систем воздушных масс, 13 сентября специалисты NHC заявили о возможной реорганизации структуры тропического циклона с возможностью его регенерации вплоть до урагана первой категории. 15 сентября NHC выпустил сводку с указанием исчезнования неблагоприятных факторов и высокой степенью вероятности реконструкции области низкого давления в спираль вращения циклона. 16 сентября вращение дезорганизованных воздушных масс бывшего урагана стало менее выраженным, сохранялись лишь небольшие конвективные потоки, медленно двигавшиеся в западном направлении. К утру суток 17 сентября остатки циклона почти полностью рассеялись над Атлантикой, однако, спустя несколько часов возникла новая область низкого давления на расстоянии примерно 845 километров к югу от Бермудских островов. Конвективные потоки, связанные с бывшим ураганом Фред окончательно рассеялись 19 сентября 2009 года на расстоянии 835 километров к юго-западу от Бермудских островов.

## Последствия и историческая ретроспектива
За последние 158 лет тщательного изучения ураганов Атлантического океана ураган Фред стал лишь третьим ураганом после Безымянного урагана 1926 года и урагана Фрэнсис 1980 года, достигшим уровня урагана третьей категории к востоку от 35-го меридиана западной долготы. Ураган Фрэнсис достиг пика интенсивности южнее и восточнее, чем два других урагана, однако Фред стал самым сильным из них по показателям постоянной скорости ветра, достигшей в стихии 195 км/ч, и атмосферному давлению, составившему 718 миллиметров ртутного столба. Специалистами Национального центра прогнозирования ураганов США также было отмечено, что вследствие совершенно необычного расположения урагана в пике его интенсивности, возможно, вплоть до 1960 года оставались незамеченными аналогичные ураганы в Атлантике, поскольку до этого времени не было возможности получать метеорологические снимки с земной орбиты.
Через несколько часов после регистрации циклона в категории тропической депрессии Фред по пути своего движения зацепил южные острова Кабо-Верде. Постоянная скорость ветра при этом достигла 35 км/ч, а осадков выпало всего 2,5 миллиметра.